# آربلی
آربلی (به اسپانیایی: Arbolí) یک شهرستان در اسپانیا است که در کاتالونیا واقع شده‌است.

## خصوصیات
آربلی ۲۰٫۷۷ کیلومترمربع مساحت و ۱۱۳ نفر جمعیت دارد و ۷۱۴ متر بالاتر از سطح دریا واقع شده‌است.